# Les Pilles
Les Pilles är en kommun i departementet Drôme i regionen Auvergne-Rhône-Alpes i sydöstra Frankrike. Kommunen ligger i kantonen Nyons som tillhör arrondissementet Nyons. År 2022 hade Les Pilles 225 invånare.

## Befolkningsutveckling
Antalet invånare i kommunen Les Pilles
Referens:INSEE